# サイモン・バロン＝コーエン
サイモン・バロン＝コーエン（Simon Baron-Cohen、1958年7月23日 - ）は、イギリスの発達心理学者。ケンブリッジ大学発達精神病理学科教授。自閉症のマインドブラインドネス理論、心の理論、自閉症を極端に発達した男脳(male brain)とする理論等が知られている。ただし、男脳と男性がイコールでないこと、女脳と女性がイコールでないことは繰り返して強調している。
著書『共感する女脳、システム化する男脳』P.291で、ニュートンやアインシュタインについて、本人たちを知る人物の証言から、「明らかにアスペルガー症候群と思われる特徴を示している」と記述している。ただし「彼らは自らの才能を開花させる場所を持っていたので、障害であると診断されたかどうかには疑問がある」としている。
2001年に自閉スペクトラム症のスクリーニングツールである自閉症スペクトラム指数を発表した。
俳優のサシャ・バロン・コーエンはいとこ。

## 所属
コーエンは英国心理学学会 (BPS)、イギリス学士院、科学的心理学会のフェローを務めている。また英国心理学会認定心理士（BPS Chartered Psychologist）である。
またコーエンは、イギリス自閉症協会理事、英国国立医療技術評価機構（NICE）成人自閉症ガイドライン作成グループ（-2012年）の議長、国際自閉症研究学会（INSAR）理事、雑誌Molecular Autismの編集長を務めている。

## 主な著作
- 共著『自閉症入門―親のためのガイドブック』久保紘章・内山登紀夫・古野晋一郎翻訳、中央法規出版、1997年
- 『自閉症とマインド・ブラインドネス』長野敬・長畑正道・今野義孝翻訳、青土社、1997年、新装版2002年
- 『共感する女脳、システム化する男脳』三宅真砂子翻訳、NHK出版、2005年
- 『自閉症スペクトラム入門－脳・心理から教育・治療までの最新知識』水野薫・鳥居深雪・岡田智翻訳、中央法規出版、2011年